# Володимирівка (Катеринівська сільська громада)
Володи́мирівка — село в Україні, у Катеринівській сільській громаді Кропивницького району Кіровоградської області. Населення становить 585 осіб.

## Історія
1859 року у власницькому селі Володимирівка (Левшина) Єлисаветградського повіту Херсонської губернії мешкало 442 особи (220 чоловічої статі та 222 — жіночої), налічувалось 45 дворових господарства, існувала православна церква.
Станом на 1886 рік у колишньому власницькому селі Володимирівка (Княжине, Левшине), центрі Володимирської волості, мешкало 454 особи, налічувалось 117 дворових господарств, існували православна церква, школа й 2 лавки.
За даними 1894 року у селі Володимирівка (Левшина) мешкало 641 особа (316 чоловічої статі та 325 — жіночої), налічувалось 125 дворових господарства, існували православна церква, церковно-парафіяльна школа на 35 учнів (18 хлопчиків й 17 дівчаток), земська поштова станція, 2 лавки, винна лавка.
За переписом 1897 року кількість мешканців зросла до 702 осіб (349 чоловічої статі та 353 — жіночої), з яких 688 — православної віри.
05.02.1965 Указом Президії Верховної Ради Української РСР передано Володимирівську сільраду Новомиргородського району до складу Кіровоградського району.

## Населення
Згідно з переписом УРСР 1989 року чисельність наявного населення села становила 622 особи, з яких 282 чоловіки та 340 жінок.
За переписом населення України 2001 року в селі мешкало 579 осіб.

### Мова
Розподіл населення за рідною мовою за даними перепису 2001 року:
| Мова       | Відсоток |
| ---------- | -------- |
| українська | 95,84 %  |
| російська  | 2,08 %   |
| молдовська | 1,73 %   |
| інші       | 0,35 %   |

## Уродженці
- Тендюк Леонід Михайлович (1931-2012) — український поет та прозаїк;
- Малюк Іван Якович — контр-адмірал Чорноморського флоту СРСР;
- Говоров Володимир Михайлович — генерал армії РФ;
- Пароконьєв Вадим Миколайович — заслужений артист УРСР.

## Галерея

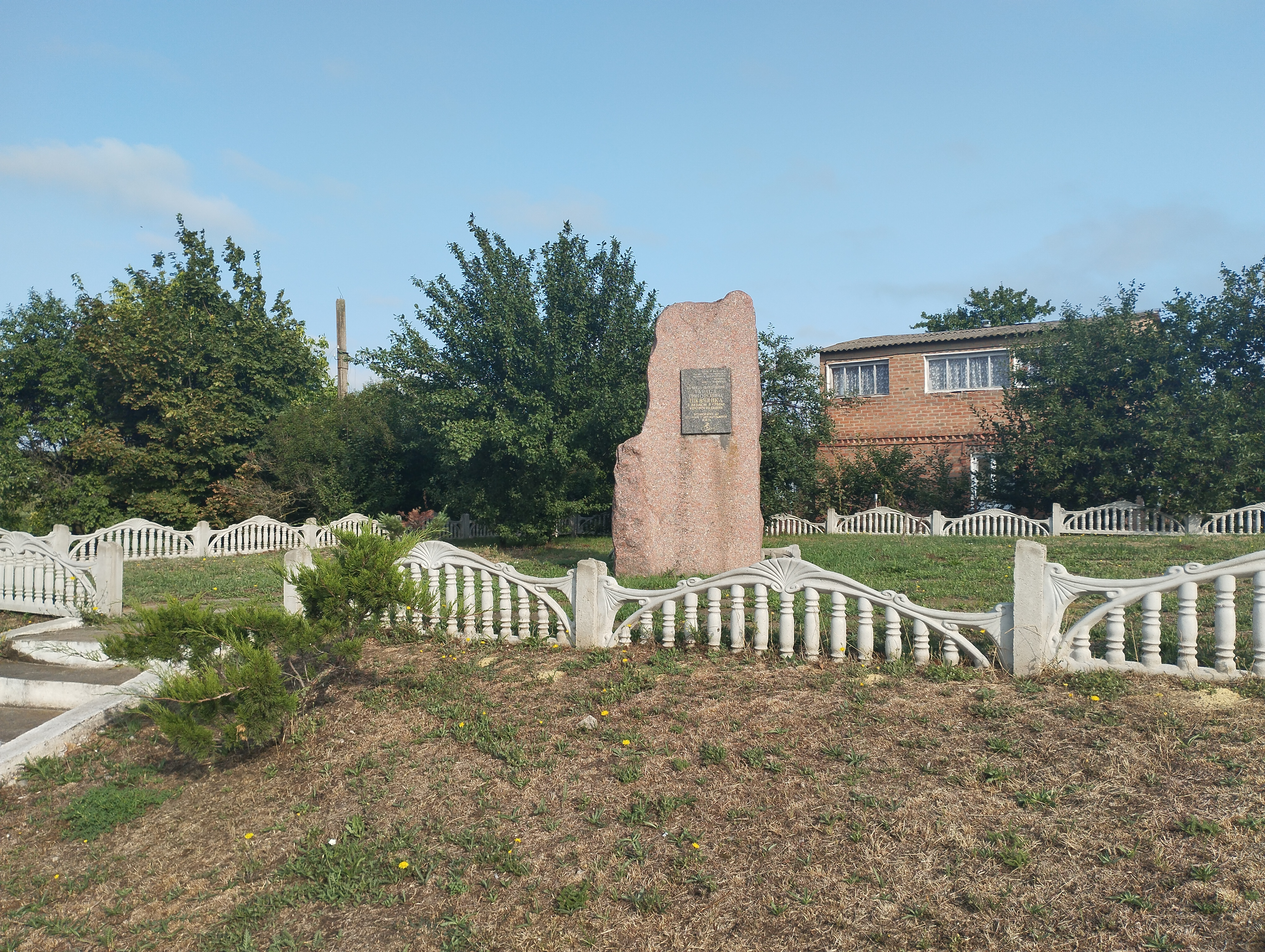
Пам’ятний знак Т.Г. Шевченку в селі Володимирівка
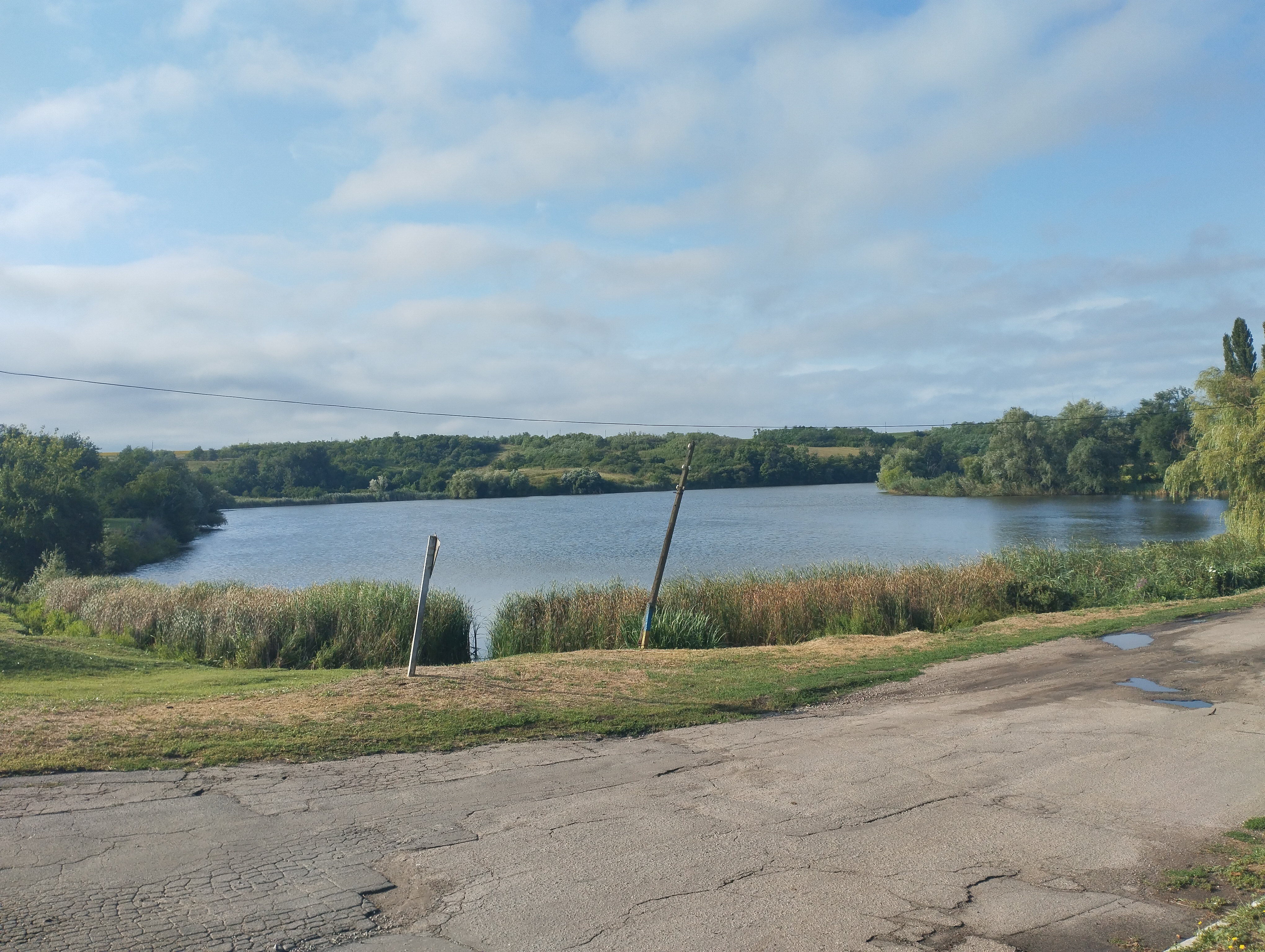
Став у селі Володимирівка